# Lista planetelor minore/138401–138500
Aceasta este Lista planetelor minore/138401–138500; pentru a naviga prin lista completă vezi Lista planetelor minore.
Pentru ale detalii vezi și Proiect:Astronomie sau Portal:Astronomie.
| Nume     | Denumire provizorie | Data descoperirii | Locul descoperirii | Descoperitor(i)         |
| -------- | ------------------- | ----------------- | ------------------ | ----------------------- |
| 138401 - | 2000 HB13           | 28 aprilie 2000   | Socorro            | LINEAR                  |
| 138402 - | 2000 HN14           | 27 aprilie 2000   | Socorro            | LINEAR                  |
| 138403 - | 2000 HM21           | 27 aprilie 2000   | Socorro            | LINEAR                  |
| 138404 - | 2000 HA24           | 28 aprilie 2000   | Socorro            | LINEAR                  |
| 138405 - | 2000 HV24           | 24 aprilie 2000   | Anderson Mesa      | LONEOS                  |
| 138406 - | 2000 HN27           | 28 aprilie 2000   | Socorro            | LINEAR                  |
| 138407 - | 2000 HR27           | 28 aprilie 2000   | Socorro            | LINEAR                  |
| 138408 - | 2000 HY28           | 30 aprilie 2000   | Socorro            | LINEAR                  |
| 138409 - | 2000 HH30           | 28 aprilie 2000   | Socorro            | LINEAR                  |
| 138410 - | 2000 HV31           | 29 aprilie 2000   | Socorro            | LINEAR                  |
| 138411 - | 2000 HY33           | 25 aprilie 2000   | Anderson Mesa      | LONEOS                  |
| 138412 - | 2000 HD34           | 25 aprilie 2000   | Anderson Mesa      | LONEOS                  |
| 138413 - | 2000 HW39           | 30 aprilie 2000   | Kitt Peak          | Spacewatch              |
| 138414 - | 2000 HY41           | 29 aprilie 2000   | Socorro            | LINEAR                  |
| 138415 - | 2000 HM44           | 26 aprilie 2000   | Anderson Mesa      | LONEOS                  |
| 138416 - | 2000 HB45           | 26 aprilie 2000   | Anderson Mesa      | LONEOS                  |
| 138417 - | 2000 HN48           | 29 aprilie 2000   | Socorro            | LINEAR                  |
| 138418 - | 2000 HZ48           | 29 aprilie 2000   | Socorro            | LINEAR                  |
| 138419 - | 2000 HU56           | 24 aprilie 2000   | Anderson Mesa      | LONEOS                  |
| 138420 - | 2000 HA57           | 24 aprilie 2000   | Anderson Mesa      | LONEOS                  |
| 138421 - | 2000 HJ59           | 25 aprilie 2000   | Anderson Mesa      | LONEOS                  |
| 138422 - | 2000 HP60           | 25 aprilie 2000   | Anderson Mesa      | LONEOS                  |
| 138423 - | 2000 HB64           | 26 aprilie 2000   | Anderson Mesa      | LONEOS                  |
| 138424 - | 2000 HP66           | 26 aprilie 2000   | Kitt Peak          | Spacewatch              |
| 138425 - | 2000 HV68           | 29 aprilie 2000   | Socorro            | LINEAR                  |
| 138426 - | 2000 HY69           | 26 aprilie 2000   | Anderson Mesa      | LONEOS                  |
| 138427 - | 2000 HG75           | 27 aprilie 2000   | Socorro            | LINEAR                  |
| 138428 - | 2000 HG77           | 28 aprilie 2000   | Anderson Mesa      | LONEOS                  |
| 138429 - | 2000 HP77           | 28 aprilie 2000   | Anderson Mesa      | LONEOS                  |
| 138430 - | 2000 HS80           | 28 aprilie 2000   | Anderson Mesa      | LONEOS                  |
| 138431 - | 2000 HZ81           | 29 aprilie 2000   | Socorro            | LINEAR                  |
| 138432 - | 2000 HM82           | 29 aprilie 2000   | Socorro            | LINEAR                  |
| 138433 - | 2000 HV82           | 29 aprilie 2000   | Socorro            | LINEAR                  |
| 138434 - | 2000 HF83           | 29 aprilie 2000   | Socorro            | LINEAR                  |
| 138435 - | 2000 HX87           | 27 aprilie 2000   | Socorro            | LINEAR                  |
| 138436 - | 2000 HA89           | 29 aprilie 2000   | Socorro            | LINEAR                  |
| 138437 - | 2000 HN89           | 29 aprilie 2000   | Socorro            | LINEAR                  |
| 138438 - | 2000 HG95           | 28 aprilie 2000   | Socorro            | LINEAR                  |
| 138439 - | 2000 HD98           | 26 aprilie 2000   | Ondřejov⁠(d)        | Ondřejov Observatory⁠(d) |
| 138440 - | 2000 HP99           | 26 aprilie 2000   | Anderson Mesa      | LONEOS                  |
| 138441 - | 2000 HB100          | 27 aprilie 2000   | Socorro            | LINEAR                  |
| 138442 - | 2000 HN103          | 27 aprilie 2000   | Anderson Mesa      | LONEOS                  |
| 138443 - | 2000 HR104          | 25 aprilie 2000   | Kitt Peak          | Spacewatch              |
| 138444 - | 2000 JS1            | 1 mai 2000        | Socorro            | LINEAR                  |
| 138445 - | 2000 JF2            | 2 mai 2000        | Drebach⁠(d)         | Drebach⁠(d)              |
| 138446 - | 2000 JP4            | 1 mai 2000        | Kitt Peak          | Spacewatch              |
| 138447 - | 2000 JQ6            | 4 mai 2000        | Socorro            | LINEAR                  |
| 138448 - | 2000 JV7            | 4 mai 2000        | Kitt Peak          | Spacewatch              |
| 138449 - | 2000 JF8            | 5 mai 2000        | Kitt Peak          | Spacewatch              |
| 138450 - | 2000 JQ8            | 4 mai 2000        | Socorro            | LINEAR                  |
| 138451 - | 2000 JR9            | 3 mai 2000        | Socorro            | LINEAR                  |
| 138452 - | 2000 JO10           | 7 mai 2000        | Socorro            | LINEAR                  |
| 138453 - | 2000 JO11           | 3 mai 2000        | Socorro            | LINEAR                  |
| 138454 - | 2000 JQ11           | 3 mai 2000        | Socorro            | LINEAR                  |
| 138455 - | 2000 JQ13           | 6 mai 2000        | Socorro            | LINEAR                  |
| 138456 - | 2000 JD21           | 6 mai 2000        | Socorro            | LINEAR                  |
| 138457 - | 2000 JN23           | 7 mai 2000        | Socorro            | LINEAR                  |
| 138458 - | 2000 JS24           | 7 mai 2000        | Socorro            | LINEAR                  |
| 138459 - | 2000 JQ31           | 7 mai 2000        | Socorro            | LINEAR                  |
| 138460 - | 2000 JP33           | 7 mai 2000        | Socorro            | LINEAR                  |
| 138461 - | 2000 JA35           | 7 mai 2000        | Socorro            | LINEAR                  |
| 138462 - | 2000 JO41           | 7 mai 2000        | Socorro            | LINEAR                  |
| 138463 - | 2000 JV41           | 7 mai 2000        | Socorro            | LINEAR                  |
| 138464 - | 2000 JJ42           | 7 mai 2000        | Socorro            | LINEAR                  |
| 138465 - | 2000 JV42           | 7 mai 2000        | Socorro            | LINEAR                  |
| 138466 - | 2000 JO43           | 7 mai 2000        | Socorro            | LINEAR                  |
| 138467 - | 2000 JL44           | 7 mai 2000        | Socorro            | LINEAR                  |
| 138468 - | 2000 JW44           | 7 mai 2000        | Socorro            | LINEAR                  |
| 138469 - | 2000 JJ56           | 6 mai 2000        | Socorro            | LINEAR                  |
| 138470 - | 2000 JF60           | 7 mai 2000        | Socorro            | LINEAR                  |
| 138471 - | 2000 JC75           | 5 mai 2000        | Anderson Mesa      | LONEOS                  |
| 138472 - | 2000 JB77           | 7 mai 2000        | Socorro            | LINEAR                  |
| 138473 - | 2000 JT78           | 4 mai 2000        | Kitt Peak          | Spacewatch              |
| 138474 - | 2000 JP79           | 5 mai 2000        | Socorro            | LINEAR                  |
| 138475 - | 2000 JD84           | 5 mai 2000        | Socorro            | LINEAR                  |
| 138476 - | 2000 JJ85           | 4 mai 2000        | Anderson Mesa      | LONEOS                  |
| 138477 - | 2000 JY86           | 1 mai 2000        | Kitt Peak          | Spacewatch              |
| 138478 - | 2000 JF87           | 2 mai 2000        | McDonald           | T. L. Farnham⁠(d)        |
| 138479 - | 2000 KU2            | 26 mai 2000       | Socorro            | LINEAR                  |
| 138480 - | 2000 KZ2            | 27 mai 2000       | Socorro            | LINEAR                  |
| 138481 - | 2000 KD3            | 26 mai 2000       | Kitt Peak          | Spacewatch              |
| 138482 - | 2000 KR4            | 27 mai 2000       | Socorro            | LINEAR                  |
| 138483 - | 2000 KT7            | 27 mai 2000       | Socorro            | LINEAR                  |
| 138484 - | 2000 KD9            | 28 mai 2000       | Socorro            | LINEAR                  |
| 138485 - | 2000 KY9            | 28 mai 2000       | Socorro            | LINEAR                  |
| 138486 - | 2000 KH11           | 28 mai 2000       | Socorro            | LINEAR                  |
| 138487 - | 2000 KF15           | 28 mai 2000       | Socorro            | LINEAR                  |
| 138488 - | 2000 KY16           | 28 mai 2000       | Socorro            | LINEAR                  |
| 138489 - | 2000 KL17           | 28 mai 2000       | Socorro            | LINEAR                  |
| 138490 - | 2000 KK20           | 28 mai 2000       | Socorro            | LINEAR                  |
| 138491 - | 2000 KE27           | 28 mai 2000       | Socorro            | LINEAR                  |
| 138492 - | 2000 KF34           | 27 mai 2000       | Socorro            | LINEAR                  |
| 138493 - | 2000 KQ35           | 27 mai 2000       | Socorro            | LINEAR                  |
| 138494 - | 2000 KD37           | 24 mai 2000       | Kitt Peak          | Spacewatch              |
| 138495 - | 2000 KG37           | 24 mai 2000       | Kitt Peak          | Spacewatch              |
| 138496 - | 2000 KE38           | 24 mai 2000       | Kitt Peak          | Spacewatch              |
| 138497 - | 2000 KS42           | 25 mai 2000       | Kitt Peak          | Spacewatch              |
| 138498 - | 2000 KV42           | 25 mai 2000       | Kitt Peak          | Spacewatch              |
| 138499 - | 2000 KE43           | 26 mai 2000       | Kitt Peak          | Spacewatch              |
| 138500 - | 2000 KF51           | 30 mai 2000       | Kitt Peak          | Spacewatch              |